# جایزه بزرگ مالزی ۲۰۱۵
جایزه بزرگ مالزی ۲۰۱۵ (انگلیسی: ‎2015 Malaysian Grand Prix‎) یک مسابقهٔ موتوری در رشتهٔ اتومبیل‌رانی فرمول یک بود که در تاریخ ۲۹ مارس ۲۰۱۵ در پیست بین‌المللی سپانگ واقع در کوالا لامپور، مالزی برگزار شد. این گراند پری در میان ۱۹ گراند پری در فصل ۲۰۱۵، مسابقهٔ شمارهٔ ۲ بود.
در این مسابقه که در ۵۶ دور و به مسافت ۳۱۰٫۴۰۸ کیلومتر (۱۹۲٫۸۷۹ مایل) برگزار شد، پول پوزیشن توسط لوئیز همیلتون کسب شد و سریع‌ترین زمان برای طی یک دور پیست که برابر با ۱:۴۲٫۰۶۲ بود نیز توسط نیکو رزبرگ به ثبت رسید.
سباستیان فتل از تیم فراری، لوئیز همیلتون از تیم مرسدس و نیکو رزبرگ از تیم مرسدس به‌ترتیب مقام‌های اول تا سوم مسابقه را کسب کردند.

## رده‌بندی قهرمانی پس از مسابقه
|       | جایگاه | راننده        | امتیاز |
| ----- | ------ | ------------- | ------ |
|       | ۱      | لوئیز همیلتون | ۴۳     |
| ۱     | ۲      | سباستیان فتل  | ۴۰     |
| ۱     | ۳      | نیکو رزبرگ    | ۳۳     |
|       | ۴      | فلیپه ماسا    | ۲۰     |
| ۷     | ۵      | کیمی رایکونن  | ۱۲     |
| منبع: |        |               |        |

|       | جایگاه | سازنده        | امتیاز |
| ----- | ------ | ------------- | ------ |
|       | ۱      | مرسدس         | ۷۶     |
|       | ۲      | فراری         | ۵۲     |
| ۱     | ۳      | ویلیامز-مرسدس | ۳۰     |
| ۱     | ۴      | سائوبر-فراری  | ۱۴     |
| ۲     | ۵      | تورو روسو-رنو | ۱۲     |
| منبع: |        |               |        |

یادداشت
- تنها پنج جایگاه نخست از هر رده‌بندی نمایش داده شده‌است.